# تالولاه
تالولاه (لويزيانا) (بالإنجليزية: Tallulah, Louisiana)‏ هي مدينة تقع في الولايات المتحدة في لويزيانا. يقدر عدد سكانها بـ 7,335 نسمة .

## التركيبة السكانية
حدّد مكتب تعداد الولايات المتحدة بيانات التركيبة السكانية لتالولاه في تعداد الولايات المتحدة. في ما يلي، التركيبة السكانية حسب تعدادي 2000 و2010.

### تعداد عام 2000
بلغ عدد سكان تالولاه 9,189 نسمة بحسب تعداد عام 2000، وبلغ عدد الأسر 3,016 أسرة وعدد العائلات 2,077 عائلة مقيمة في المدينة. في حين سجلت الكثافة السكانية 1,274.5 نسمة لكل كيلومتر مربع (3,300.9/ميل2). وبلغ عدد الوحدات السكنية 3,226 وحدة بمتوسط كثافة قدره 447.4 لكل كيلومتر مربع (1,158.8/ميل2).
وتوزع التركيب العرقي للمدينة بنسبة 23.22% من البيض و74.79% من الأمريكيين الأفارقة و0.16% من الأمريكيين الأصليين و0.19% من الأمريكيين ذوي الأصول الآسيوية و0.02% من سكان جزر المحيط الهادئ و0.13% من الأعراق الأخرى و1.49% من عرقين مختلطين أو أكثر و2.12% من الهسبانيون أو اللاتينيون من أي عرق.
بلغ عدد الأسر 3,016 أسرة كانت نسبة 44.1% منها لديها أطفال تحت سن الثامنة عشر تعيش معهم، وبلغت نسبة الأزواج القاطنين مع بعضهم البعض 33.4% من أصل المجموع الكلي للأسر، ونسبة 30.5% من الأسر كان لديها معيلات من الإناث دون وجود شريك، بينما كانت نسبة 5% من الأسر لديها معيلون من الذكور دون وجود شريكة وكانت نسبة 31.1% من غير العائلات. تألفت نسبة 27.8% من أصل جميع الأسر من عدة أفراد يعيشون في نفس المنزل ونسبة 11.8% كانت تتألف من شخص يعيش بمفرده يبلغ من العمر 65 عاماً أو أكثر. وبلغ متوسط حجم الأسرة المعيشية 2.82، أما متوسط حجم العائلات فبلغ 3.49.
بلغ العمر الوسطي للسكان 26.2 عاماً. وكانت نسبة 33.3% من القاطنين تحت سن الثامنة عشر، وكانت نسبة 9.3% بين الثامنة عشر والرابعة والعشرين عاماً، ونسبة 22.2% كانت واقعةً في الفئة العمرية ما بين الخامسة والعشرين والرابعة والأربعين عاماً، ونسبة 17.2% كانت ما بين الخامسة والأربعين والرابعة والستين، ونسبة 10.4% كانت ضمن فئة الخامسة والستين عاماً فما فوق. يوجد لكل 100 أنثى 81.0 ذكر، ويوجد لكل 100 أنثى في الثامنة عشر من عمرها فما فوق 72.8 ذكر.
بلغ متوسط دخل الأسرة في المدينة 17,142 دولارًا، أما متوسط دخل العائلة فبلغ 20,100 دولارًا. وكان متوسط دخل الذكور 22,346 دولارًا مقابل 14,679 دولارًا للإناث. وسجل دخل الفرد الخاص بالمدينة 8,324 دولارًا. وكانت نسبة 35.7% من العائلات ونسبة 43.5% من السكان تحت خط الفقر، وكان من هؤلاء نسبة 59.8% تحت سن الثامنة عشر ونسبة 25.2% في الخامسة والستين من العمر وما فوق.

### تعداد عام 2010
بلغ عدد سكان تالولاه 7,335 نسمة بحسب تعداد عام 2010، وبلغ عدد الأسر 2,560 أسرة وعدد العائلات 1,733 عائلة مقيمة في المدينة. في حين سجلت الكثافة السكانية 1,017.3 نسمة لكل كيلومتر مربع (2,634.8/ميل2). وبلغ عدد الوحدات السكنية 2,925 وحدة بمتوسط كثافة قدره 405.7 لكل كيلومتر مربع (1,050.8/ميل2).
وتوزع التركيب العرقي للمدينة بنسبة 21.49% من البيض و76.58% من الأمريكيين الأفارقة و0.22% من الأمريكيين الأصليين و0.27% من الأمريكيين ذوي الأصول الآسيوية و0.37% من الأعراق الأخرى و1.08% من عرقين مختلطين أو أكثر و1.15% من الهسبانيون أو اللاتينيون من أي عرق.
بلغ عدد الأسر 2,560 أسرة كانت نسبة 39.7% منها لديها أطفال تحت سن الثامنة عشر تعيش معهم، وبلغت نسبة الأزواج القاطنين مع بعضهم البعض 30.4% من أصل المجموع الكلي للأسر، ونسبة 31.8% من الأسر كان لديها معيلات من الإناث دون وجود شريك، بينما كانت نسبة 5.5% من الأسر لديها معيلون من الذكور دون وجود شريكة وكانت نسبة 32.3% من غير العائلات. تألفت نسبة 29.1% من أصل جميع الأسر من عدة أفراد يعيشون في نفس المنزل ونسبة 11% كانت تتألف من شخص يعيش بمفرده يبلغ من العمر 65 عاماً أو أكثر. وبلغ متوسط حجم الأسرة المعيشية 2.67، أما متوسط حجم العائلات فبلغ 3.29.
بلغ العمر الوسطي للسكان 33.5 عاماً. وكانت نسبة 28.8% من القاطنين تحت سن الثامنة عشر، وكانت نسبة 9.9% بين الثامنة عشر والرابعة والعشرين عاماً، ونسبة 25.2% كانت واقعةً في الفئة العمرية ما بين الخامسة والعشرين والرابعة والأربعين عاماً، ونسبة 24.9% كانت ما بين الخامسة والأربعين والرابعة والستين، ونسبة 11.1% كانت ضمن فئة الخامسة والستين عاماً فما فوق. وتوزع التركيب الجنسي للسكان بنسبة 43.1% ذكور و56.9% إناث.

## أعلام
- جيمي جونز
- بوب هوارد
- جون ليتل
- جيمس سيلاس
- جيمس هاينز